# Гендрік Петрюс Берлаге
Гендрік Петрюс Берлаге (нід. Hendrik Petrus Berlage, МФА: [ˈɦɛndrɪk ˈpeːtrʏs ˈbɛrlaːɣə], часто зустрічається варіант імені Петрус; *12 лютого 1856, м. Амстердам, Нідерланди — 12 серпня 1934, Гаага, Нідерланди) — видатний нідерландський архітектор (працював у функціоналізмі, починав з еклектики, використовував історизм). Погляди Берлаге на шляхи розвитку архітектури, викладені ним в численних теоретичних працях, зробили великий вплив на сучасне нідерландське зодчество.

## З життя і творчості

### Ранні роки
Гендрік Петрюс Берлаге народився в заможній, ліберально налаштованій родині, що проживала на набережній каналу Кейзерсграхт (нід. Keizersgracht) у самому центрі Амстердама. За декілька років сім'я Берлаге переїхала до Арнема, де Гендрік отримав середню шкільну освіту. За час арнемського періоду життя майбутнього архітектора його мати померла, а батько повторно одружився.
Протягом року Гендрік Петрюс відвідував курси живопису в Державній академії образотворчих мистецтв в Амстердамі (попередниця Академії Рітвельда), але потім предметом його інтересів стала архітектура. У 1875—78 роках Берлаге навчався в Швейцарської вищій технічній школі (Цюрих), де познайомився з ідеями Готфріда Земпера, професора архітектури цього навчального закладу з 1855 по 1871 роки, і концепцією «ідеального дому» Ежена Віолле-ле-Дюка. Щоб поглибити отримані теоретичні знання, в 1880—81 роках Гендрік Берлаге здійснив мандрівку рядом країн Європи, відвідавши Італію, Австрію та Німеччину.
Після повернення до Нідерландів Берлаге, спільно з Теодорусом Сандерсом (нід. Theodorus Sanders) заснував архітектурне бюро в Амстердамі. Разом із Сандерсом вони спроєктували ряд будівель у неоренесансному стилі.

### Незалежний архітектор
У 1889 році Гендрік Берлаге почав самостійну роботу, відкривши власне архітектурне бюро. Спочатку він наслідував пануючим на той час архітектурним стилям, але потому взявся експериментувати, змішуючи в своїх проєктах елементи модерну і раціоналізму. Одним з плодів цих експериментів стало оформлення комплексу будівель Страхової компанії Нідерландів, до роботи над яким у 1890-х Берлаге був запрошений як дизайнер. Приблизно в той же час архітектором були створені проєкти вілли Генні в Гаазі та будівлі Синдикату огранщиків діамантів у Амстердамі (1899-1900). Вже в 1889 році він представив на Всесвітній виставці в Парижі оригінальний проєкт мавзолею. До цього ж періоду належать численні публікації Берлаге у виданнях, присвячених архітектурі.
У 1897—1903 роках за проєктом Гендріка Петрюса Берлаге було споруджено будинок Амстердамської біржі (нині називається біржею Берлаге), що є навідомішим творінням архітектора, включене ЮНЕСКО до нідерландського списку об'єктів Світової спадщини. У своєму проєкті Берлаге гармонійно об'єднав середньовічні традиції національної нідерландської архітектури з сучасними технічними рішеннями. Характерними ознаками стилю будівлі є так зване «чесне» використання матеріалів (всі матеріали повинні легко впізнаватися) та чіткість конструкції, позбавлена зайвого декорування. Основний будівельний матеріал — неоштукатурена цегла, поєднана з природним світлим каменем. Стиль, у якому побудована Амстердамська біржа, згодом стане відомий як раціоналізм. Вплив цього стилю буде відчуватися в нідерландській архітектурі до 1950-х років.
Берлаге є автором низки масштабних містобудівних проєктів. Так, у 1902 році він розробив плани розширення Амстердама (південну частину міста мали повністю реконструювати, зокрема райони міських нетрів замінити економічними будинками для робітничого класу), реконструкції Гааги (1908—09) і Утрехта (1921). Його проєкти передбачали гармонійний зв'язок історичного центру міста з новими районами, які планувалося забудовувати блоковими будинками невеликої висоти, і які утворювали б чіткі перспективи.
Особливістю стилю Берлаге був функціональний підхід до проєктування будинків з використанням лаконічних, але дуже естетичних деталей. Крім власне архітектурних проєктів, Берлаге займався також проєктуванням меблів, дизайном шпалер, килимів і скляного посуду. Меблі Берлаге, зокрема, продавалася в амстердамському магазині «Het Binnenhuis», який спеціалізувався на продажу предметів прикладного мистецтва в стилі нідерландського модерну.
Берлаге відстоював концепцію «краси оголеної стіни». В одній з лекцій він так визначає своє архітектурне кредо: 
|  | «Перш за все, ми повинні показати всю красу оголеної стіни... Опори і колони не повинні мати виступаючих капітелей; місця дотику цих елементів мають зливатися з чистою поверхнею стіни» |

### Впливи на Берлаге, вплив Берлаге
У 1911 році Г. П. Берлаге відвідав США. Цей візит і знайомство з роботами Френка Ллойда Райта, Генрі Гобсона Річардсона, Луїса Саллівена справили значний вплив на його подальшу творчість.
Берлаге мав соціалістичні переконання, що виявлялося навіть у його архітектурі. У 1929 році митець відвідав СРСР і незабаром після поїздки вступив до лав Комуністичної партії Нідерландів. Соціалістичні погляди Берлаге привели його до ідеї «суспільного мистецтва» (нід. Gemeenschapskunst), що виражалася у спільній роботі представників різних видів мистецтва над творами, призначеними приносити суспільну користь.
Діяльність Берлаге справила величезний вплив на сучасну архітектуру Нідерландів. Серед його послідовників можна назвати представників архітектурних шкіл XX століття — група «Де Стиль» і Амстердамська школа.
На честь Берлаге названо заснований у 1990 році Інститут Берлаге, вищий навчальний заклад і дослідницький інститут, який займається питаннями архітектури і дизайну.

## Вибрані проєкти
Серед реалізованих проєктів Г. П. Берлаге:
- будівля Синдикату огранників діамантів, Амстердам, 1900;
- будівля Амстердамської біржі (Біржі Берлаге), Амстердам, 1903;
- Голланд-хаус, Лондон, 1914;
- мисливський будиночок «Святий Губерт» — виконаний у формі оленячих рогів, а всередині оформлений як анфілада приміщень, кожне з яких освітлено дужче за попереднє, що має реляцію до легенди про Святого Губерта, а також перегукується з популярним у модерні девізом «з пітьми до світла»[4].
- Муніципальний музей, Гаага, 1916-34 (будівництво завершене після смерті архітектора).

## Головні наукові праці
- «Думки про стиль в архітектурі» (1905);
- «Основи архітектури та її розвиток» (1908);
- «Розвиток сучасного зодчества в Нідерландах» (1925);
- «Взаємовідносини між державою і архітектурою», доповідь на I конгресі Міжнародного конгресу сучасної архітектури (CIAM, 1928);
- «Суть архітектури та її історії» (1934).

## Галерея робіт

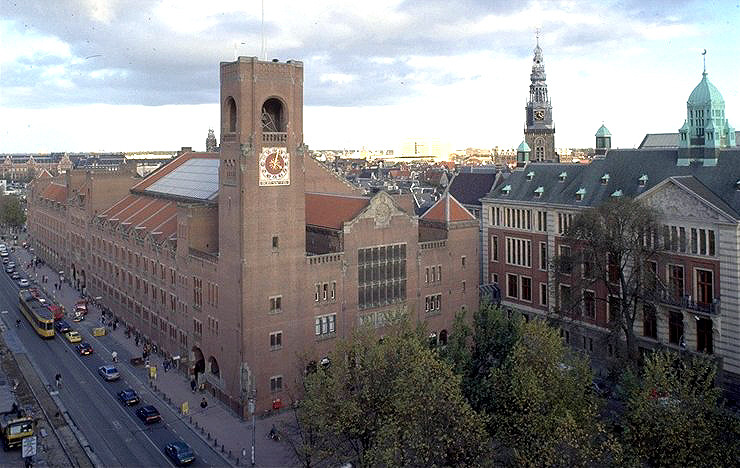
Біржа Берлаге, Амстердам
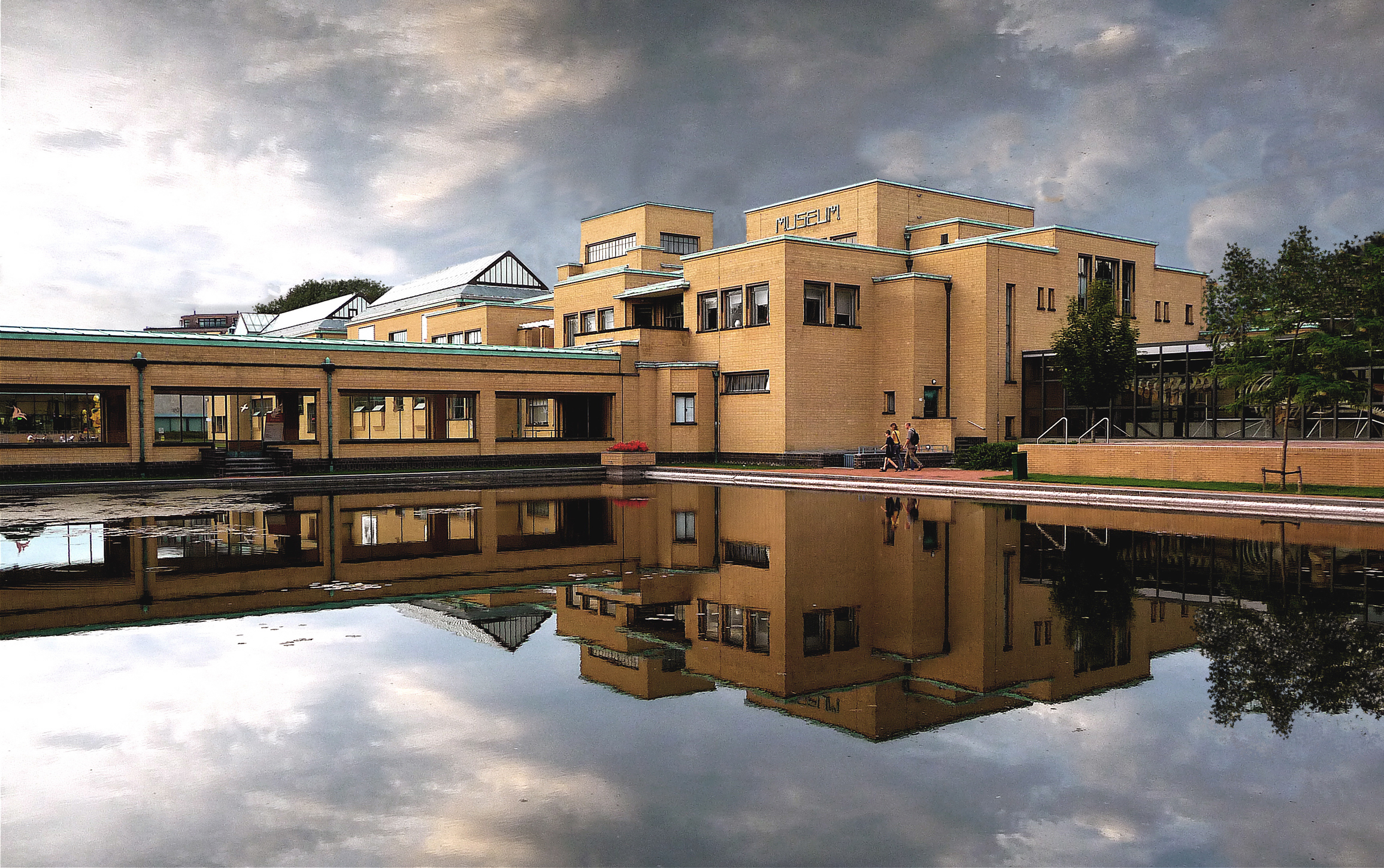
Муніципальний музей, Гаага
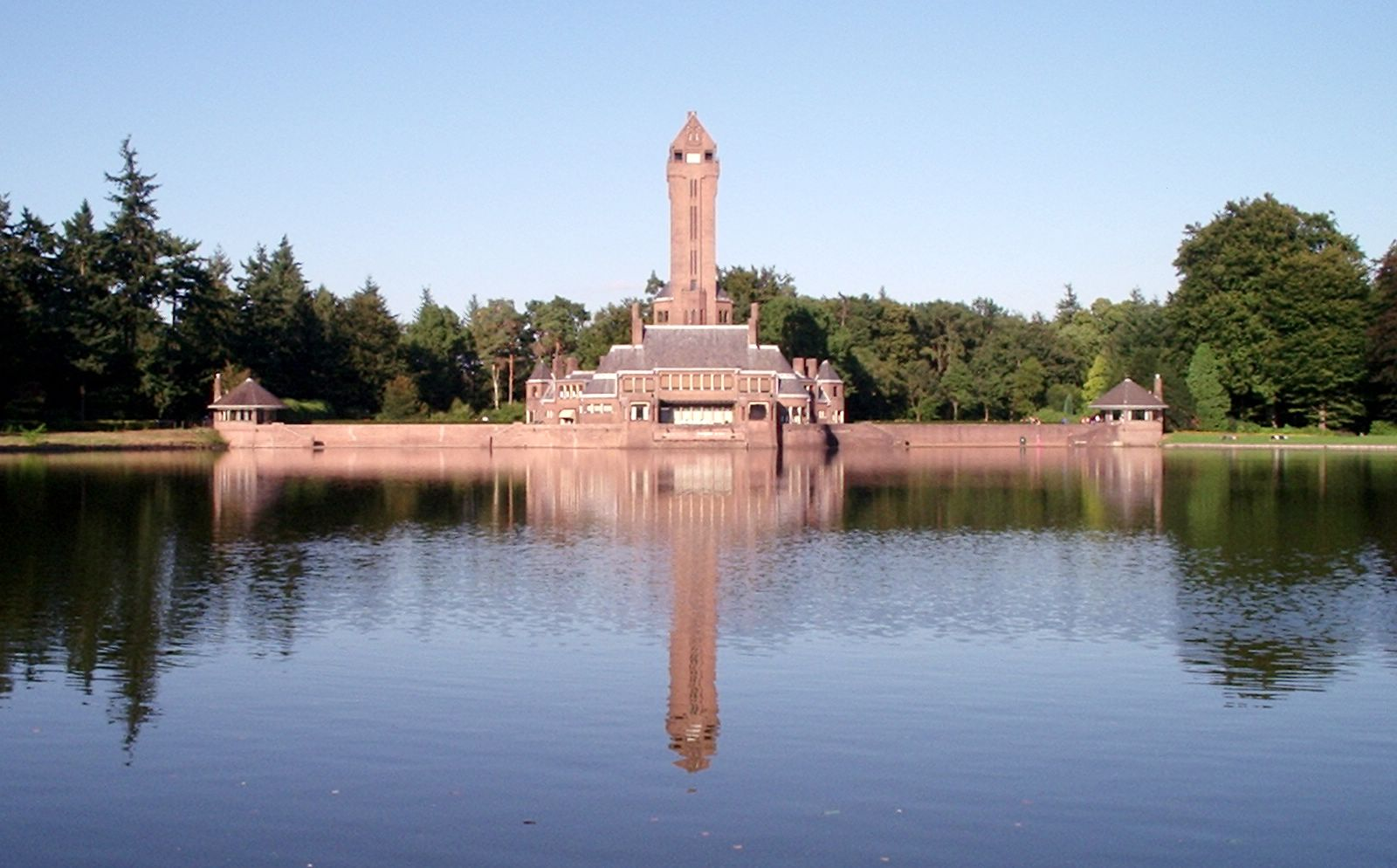
Мисливський будинок «Св. Губерт»: загальний вид
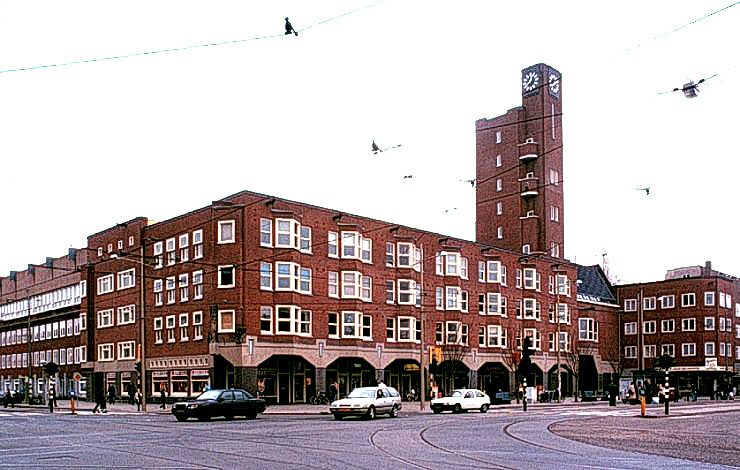
Забудова авторства Г. П. Берлаге на площі Меркаторплейн (Mercatorplein)

## Виноски
1. 1 2 3 4  Гендрік Петрюс Берлаге на сайті віртуального Нідерландського музею релігійної архітектури [Архівовано 10 грудня 2010 у Wayback Machine.] (англ.)
2. ↑  Top 100 der Nederlandse UNESCO-monumenten. Архів оригіналу за 4 березня 2007. Процитовано 4 березня 2007.
3. 1 2  Гендрік Петрюс Берлаге на сайті Peoples.ru (рос.)
4. 1 2  Гендрік Петрюс Берлаге на сайті Art Nouveau Worldwide [Архівовано 23 грудня 2011 у Wayback Machine.] (англ.)